# Itoplectis alturae
Itoplectis alturae är en stekelart som beskrevs av Gauld, Ugalde och Paul E. Hanson 1998. Itoplectis alturae ingår i släktet Itoplectis och familjen brokparasitsteklar. Inga underarter finns listade i Catalogue of Life.